# Poolstation

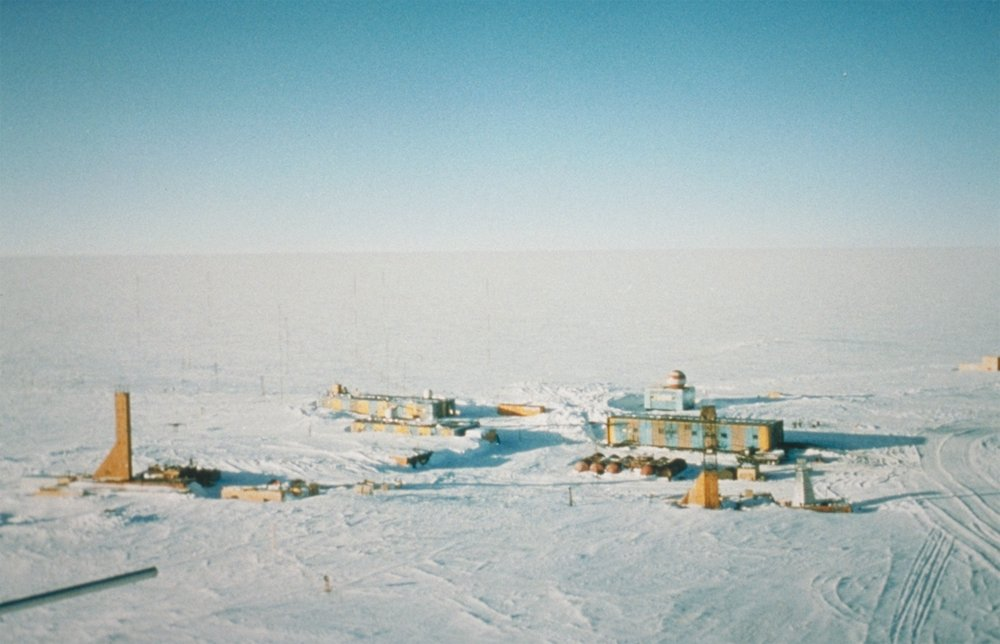
Het Russische Vostokstation op Antarctica in de buurt van het Vostokmeer is het meest geïsoleerde poolstation ter wereld

Een poolstation of arctisch station is een wetenschappelijk observatiepunt in ofwel de Arctis: op de kust van de Noordelijke IJszee, op de eilanden in deze oceaan en op ijsschotsen in deze Oceaan (drijvend poolstation) of de Antarctis: op het vasteland van Antarctica of op de eilanden eromheen. De noordelijke stations liggen binnen de poolcirkel, terwijl de zuidelijke beneden 60° zuiderbreedte liggen. Een heel enkele keer ligt er een poolstation buiten deze gebieden.
Poolstations verrichten systematisch meteorologisch, geofysisch, geomagnetisch, hydrologisch en soms ook biologisch of medisch onderzoek. Poolstations worden bemand door poolwetenschappers die een enkele keer ook familieleden meenemen. Meestal ligt de gemiddelde verblijfsduur (roulatietijd) tussen de 6 en 12 maanden.

## Belgische poolstations
De Belgische traditie in poolonderzoek begint in 1897 wanneer Adrien de Gerlache met de driemaster Belgica naar Antarctica reist. Zestig jaar na deze eerste expeditie, in 1957, treedt Gaston de Gerlache in de voetsporen van zijn vader en richt de onderzoeksbasis op die naar Koning Boudewijn wordt vernoemd. Deze wordt vier jaar na de bouw uit financiële problemen gesloten. Enkele jaren daarna komen er Belgisch-Nederlandse expedities die vlak bij de oude basis een nieuwe oprichten, tot ze in 1967 definitief wordt gesloten.
Tijdens het internationale pooljaar 2007-2008 kwam er een nieuwe Belgische basis, de Prinses Elisabethbasis, naar een idee van Alain Hubert.

## Nederlands poolstation
Het Arctisch Centrum van de Rijksuniversiteit Groningen gebruikt een aantal gebouwen in de plaats Ny-Ålesund op Spitsbergen als poolstation. Bij het onderzoek op het Nederlands Poolstation staan brandganzen centraal. Sinds 1990 wordt de lokale populatie in detail gevolgd en geringd met op afstand afleesbare individueel gecodeerde ringen. Het onderzoek heeft zich beziggehouden met het gedrag van ganzen, het vinden van voedsel, het effect van de ganzen op de vegetatie, de effecten van poolvossen, populatiecycli en de rol van ziektes in populaties van wilde vogels.